# John Cockcroft
John Douglas Cockcroft (Todmorden, 27 mei 1897 – Cambridge, 18 september 1967) was een Brits natuurkundige. Hij won de Nobelprijs voor de Natuurkunde voor zijn werk aan de kernsplitsing en speelde een belangrijke rol in de ontwikkeling van kernenergie.

## Jeugd
Cockcroft werd in 1897 geboren als oudste van vijf zonen van A. Maude (Fielden) en John Athur Cockroft, een katoenfabrikant in Todmorden. Al op jonge leeftijd toonde hij zijn interesse in scheikunde en was hij veel bezig met de scheikundedoos. Van zijn 12e tot zijn 17e ging hij aan de Todmorden Grammar School naar school, tot hij aan het begin van de Eerste Wereldoorlog begon aan een studie wiskunde in Manchester. Toen Cockcroft een jaar later op 18-jarige leeftijd oud genoeg was om het leger in te gaan, gaf hij zich op voor de Royal Artillery, waar hij zou dienen tot het eind van de oorlog.
Op 21-jarige leeftijd werd hij, aan het eind van de oorlog, ontslagen uit het leger, en behaalde hij een graad als elektrotechnisch ingenieur aan Manchester College of Technology als leerling-werknemer bij Metropolitan Vickers. Op advies van zijn docent Miles Walker studeerde Cockcroft verder in Cambridge onder professor Ernest Rutherford die daar sinds 1919 een positie bekleedde.
In 1925 trouwde Cockcroft Eunice Elizabeth Crabtree. Ze zouden vier dochters en een zoon krijgen.

## Wetenschappelijke carrière
Cockcroft studeerde in Cambridge wiskunde, de studie Mathematical Tripos, en na twee jaar had hij de gewenste graad. Hij werd vervolgens aangesteld door Rutherford in zijn laboratorium voor wetenschappelijk onderzoek. Cockcroft zou eerst met Pjotr Kapitsa samenwerken om te komen tot sterke magneetvelden en lage temperaturen.
Rutherford was tot de schokkende ontdekking gekomen dat kernen van atomen kunnen worden gesplitst. Hij had namelijk ontdekt dat alfadeeltjes, heliumkernen, uitgezonden door radium botsen tegen het stikstof uit de lucht, wat vervolgens wordt omgezet in zuurstof en waterstofkernen, protonen. Rutherford gaf nu aan Cockcroft en de Ier Ernest Walton de opdracht om een methode te vinden om atomen te splitsen zonder natuurlijke radioactiviteit.
Walton en Cockcroft bedachten dat de protonen hiervoor het best te gebruiken waren. Dit omdat deze lichter zijn, en daarom ook makkelijker te versnellen zijn. Omdat de protonen zeer veel versneld moesten worden, wel tot een miljoen volt, moesten Walton en Cockcroft met de beperkte middelen een superversneller bouwen. In 1933 slaagden ze erin om lithiumkernen te splitsen, maar kwamen wel tot de conclusie dat dit met zeer lage efficiëntie gepaard ging, ongeveer een tien miljoenste van de waterstofkernen deed het verlangde, een lithiumkern splitsen. Maar desalniettemin hadden ze hier een primeur mee. In 1952 zouden ze hiervoor de Nobelprijs in de natuurkunde ontvangen. In 1929 werd Cockcroft gekozen als lid van het St John's College en in 1939 werd hij benoemd tot "Jacksonian Professor" in de natuurfilosofie. In 1955 ontving hij de Faraday Medal.
Nadat Hitler in 1939 Praag was binnengevallen, werd Cockcroft samen met veel collega-wetenschappers opgeroepen voor militaire dienst. Ze werden belast met het verder ontwikkelen van het radarsysteem dat de kust van Groot-Brittannië moest beschermen tegen overkomende Duitse vliegtuigen. Toen in 1941 bleek dat Cockcroft een talent bezat om leiding te geven, werd hem de leiding toevertrouwd van het onderzoeksinstituut dat zich bezighield met de verbetering en ontwikkeling van radarapparatuur voor het Britse leger. In deze functie heeft hij veel betekend voor deze ontwikkeling.
Vlak voor de oorlog, in 1938, was ontdekt dat het soms ook energie oplevert als atomen gesplitst worden. Dit concept vormde de basis van de atoombom, waarvan men bang was dat nazi-Duitsland deze aan het ontwikkelen was, en werd het onderzoek naar atoomenergie en de atoombom opgevoerd. Als expert op het gebied van atoomsplitsing werd Cockcroft in 1944 dan ook benoemd tot directeur van een Canadees onderzoek naar atoomenergie en werd hij directeur van de Chalk River Laboratories te Montréal.
In 1946, toen de oorlog was afgelopen, werd Cockcroft gevraagd door de overheid om het atoomenergie-onderzoeksinstituur (AERE) te leiden in het Verenigd Koninkrijk, in Harwell. Van 1954 tot 1959 was Cockcroft wetenschappelijk lid van de Britse atoomenergie-autoriteit, een functie die hij daarna parttime zou blijven vervullen. Mede dankzij de werkzaamheden van Cockcroft kon Groot-Brittannië in 1956 de eerste kerncentrale openen. Als directeur van de AERE stond Cockcroft erop dat de beveiliging, koeling en filters van de kerncentrales werden verbeterd, tegen zeer hoge kosten omdat ze al gebouwd waren. Toen een van de reactoren in Sellafield in 1957 vlam vatte, bewees deze ijver echter zijn nut en werd een gigantische ramp beperkt gehouden.

## Erkenning
In 1944 werd Sir John Cockcroft al benoemd tot Commandeur in de Orde van het Britse Rijk, in 1948 werd hij geridderd en in 1953 benoemd tot Ridder-Commandeur in de Orde van het Bad. Andere belangrijke onderscheidingen die hij in ontvangst mocht nemen waren de Hughes Medal in 1938 (samen met Walton), de Royal Medal (1954), de Faraday Medal (1955), de Amerikaanse Medal of Freedom (1947), de Niels Bohr Gold Medal (1958) en de Atoms for Peace Award in 1961, een Amerikaanse onderscheiding. Ook werd hij benoemd tot Ridder in het Legioen van Eer in 1952, Ridder-Commandeur in de Orde van Christus door Portugal in 1955 en het Grootkruis van de Orde van Alfonso X door Spain in 1958.